# Ineke van Dijk

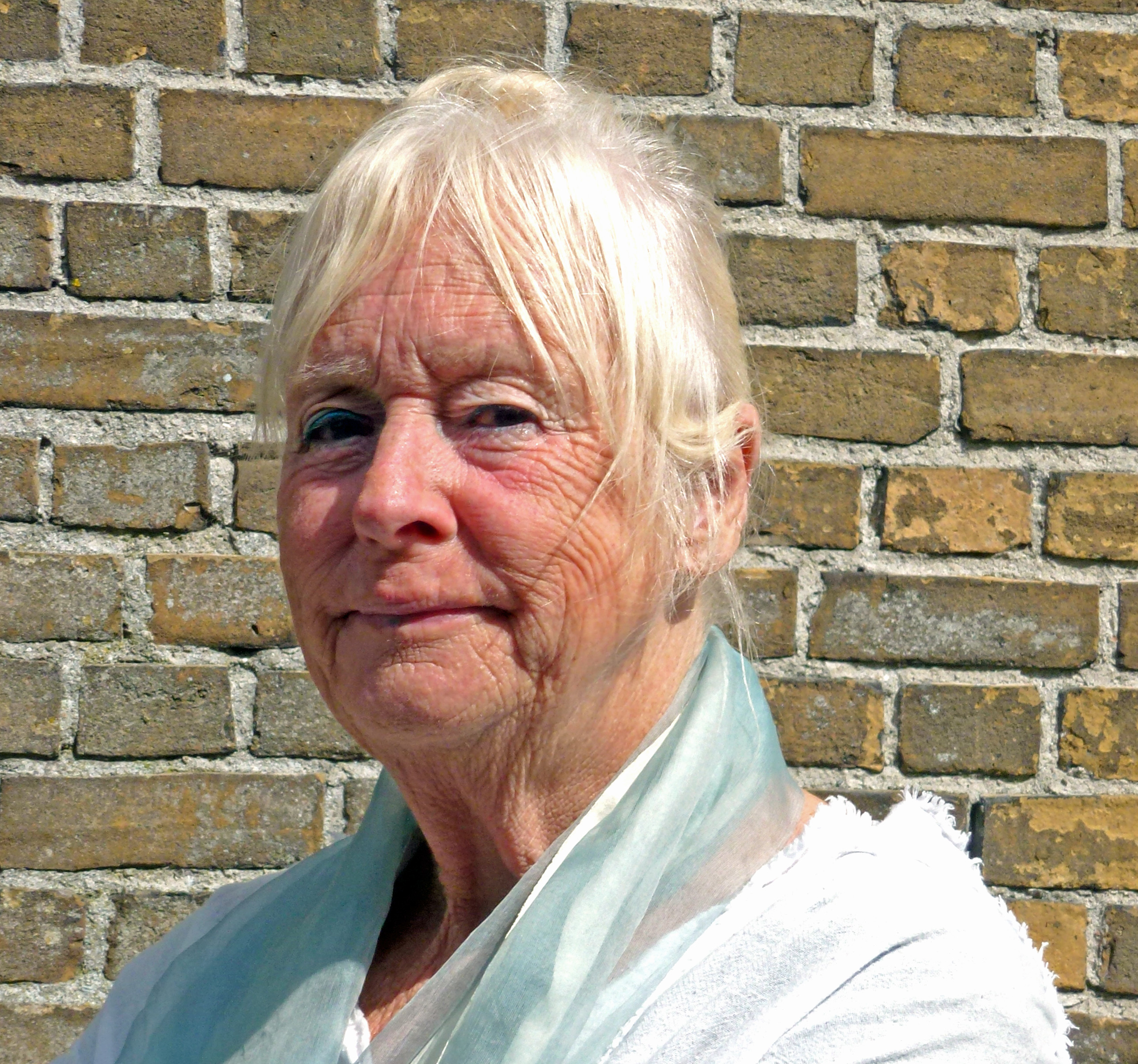
Ineke van Dijk, 2014

Maria Antoinetta „Ineke“ van Dijk (* 19. Mai 1940 in Gouda) ist eine niederländische Bildhauerin.

## Leben und Werk
Ineke van Dijk wurde in Gouda geboren und studierte von 1956 bis 1961 an der „Academie voor Beeldende Kunsten Rotterdam“ (heutiger Name Willem de Kooning Academie) und danach bis 1962 an der Jan van Eyck Academie in Maastricht bei Fred Carasso.

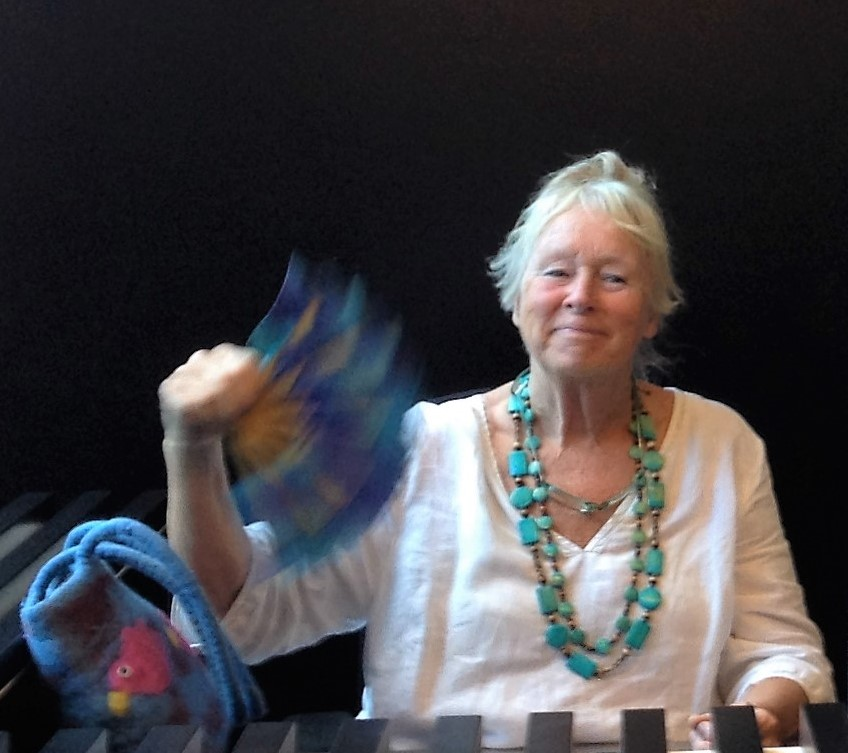
Ineke van Dijk, 2012

Ineke van Dijk lebte und arbeitete in Gouda und Maastricht. Am 18. Oktober 1962 heiratete sie H. J. van Strij de Regt und ließ sich im selben Jahr in Stolwijk (heute Krimpenerwaard) nieder. Im August 1964 hatte sie ihre erste Ausstellung in der Agnietenchapel in Gouda, zusammen mit Mitgliedern der Künstler-Vereinigung Gouda. 1972 begann sie im Centrum voor kunstzinnige vorming de Werkschuit Gouda zu arbeiten. Später zog sie nach Laren, wo sie im Rosa Spier Huis lebt und arbeitet.
Als Bildhauerin fertigt Ineke van Dijk Medaillen, Porträts, Kleinskulpturen, freistehende Figuren und Statuengruppen aus Bronze, Schamotte und Beton. Im Laufe der Jahre spezialisierte sie sich auf Tier- und Menschenfiguren, dabei zunehmend Ballettszenen. Dabei wurde sie unter anderem durch das Nederlands Dans Theater angeregt, ihre Vorstellungen in abstrakt-realistischer Form darzustellen. Sie ist Mitglied des Kunstzentrums Burgvliet in Gouda, der Zuid-Hollandse Beeldhouwers in Wassenaar und seit 1991 im Culturele Raad Zuid-Holland in Den Haag. Sie beteiligte sich an Ausstellungen, unter anderem hatte sie 2003 eine Einzelausstellung im Kunstmuseum Solingen und stellte 2007 in der Galerie en Beeldentuin Dehullu in Gees, (Coevorden) und 2010 auf Schloss Zeist aus.

## Werke im öffentlichen Raum (Auswahl)
- 1970: Het Hoen van Hoenkoop, Oudewater
- 1972: De pandas, Schubertplein, Gouda
- 1976: De Kikker, Gouda
- 1977: Herman de Man, Oudewater
- 1977: Bauernfamilie, Leeuweringerstraat, Oudewater
- 1979: De Ganzen, Gouda
- 1982: De Reigers, Ridder van Catsweg, Gouda
- 1982: De Steenzetter, Afsluitdijk
- 1986: Twee dansende vrouwen, Utrecht
- 1986: Zwei Tänzerinnen, Handelskammer, Amersfoort
- 1987: Büste Herman van Veen, Theater Carré, Amsterdam
- 1988: De Kaasboerin, Nieuwe Markt, Gouda
- 1991: Overdracht, Pettelaarpark, ’s-Hertogenbosch
- 1991: Vliegende Vogels, Prins Bernhardlaan 1–63, Waddinxveen
- 1992: Relief Dans, Amsterdam
- 1993: Drie generaties Van der Spek, Zoetermeer, mit Marus van der Made
- 1995: De Scheepsklinker, Nieuwe Maas, Schiedam
- 1996: Stadhuis engelen, Halle im Stadhuis, Gorinchem
- 1997: Büste Paul Huf, Amsterdam
- 1998: Heks, Oudewater
- 1998: Aalscholver, Gouda
- 2000: Overvallen, niet verslagen, Ilsyplantsoen, Den Haag[7]
- 2000: Vogels op een paal in het water en op de wand, Vlist (Krimpenerwaard)
- 2003: Wachtende vrouwen, Bergambacht
- 2004: De drie vrouwen, Auxiliatrixpark, Venlo
- Twee ooievaars in een ei, Pijnacker-Nootdorp
- De pannenbakkers, Woerden
- Beer, Benschop, Lopik
- De Heemskinderen, Pijnacker-Nootdorp
- Samenwerking, Gouda
- Danspaar, Willemstraat, Ridderkerk
- Twee duiven, Waddinxveen
- Zilversmid, Schoonhoven
- Scheepsbouwer, Hoofdplein, Schiedam[2][8][9][10]

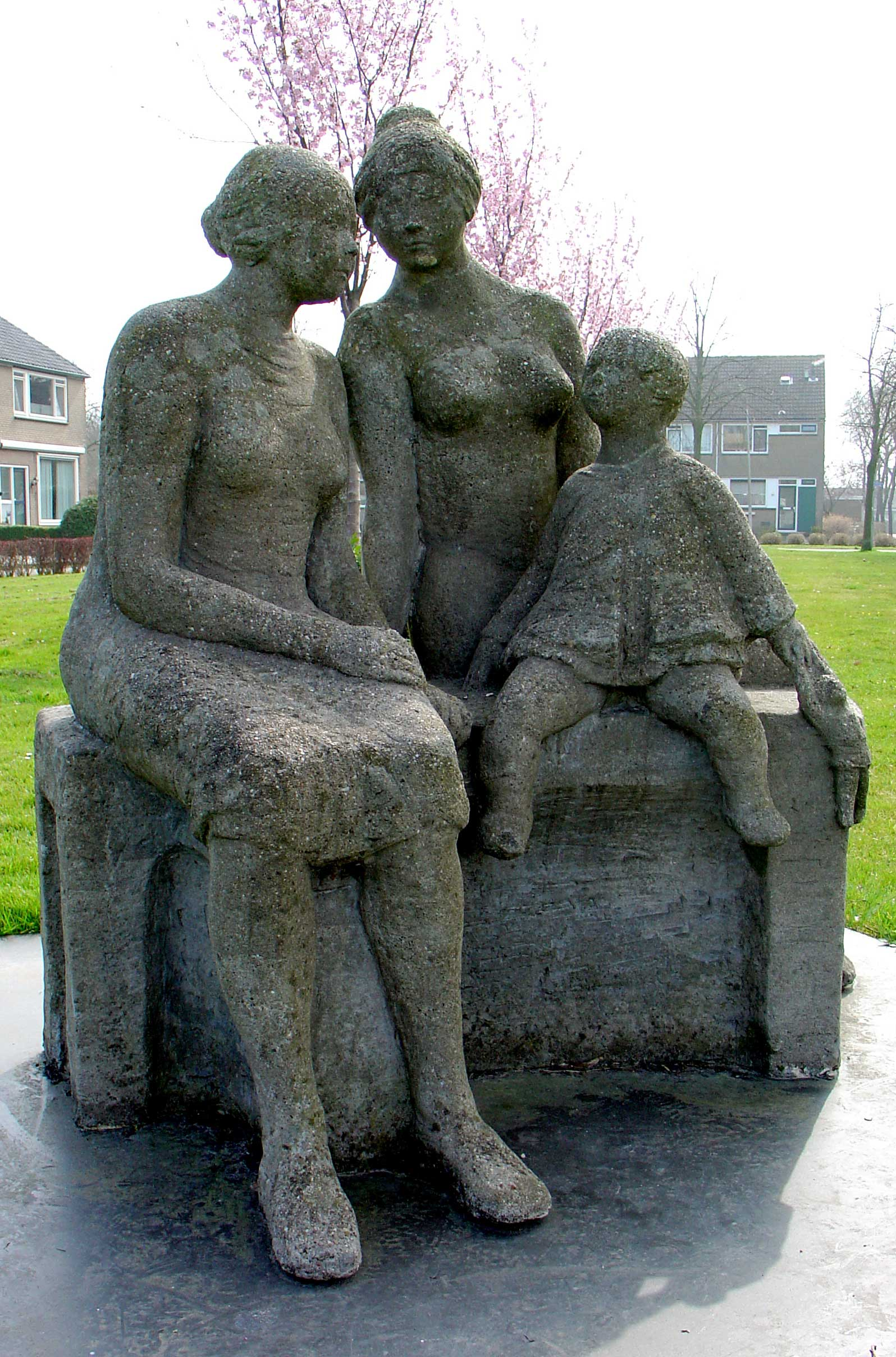
Drie generaties
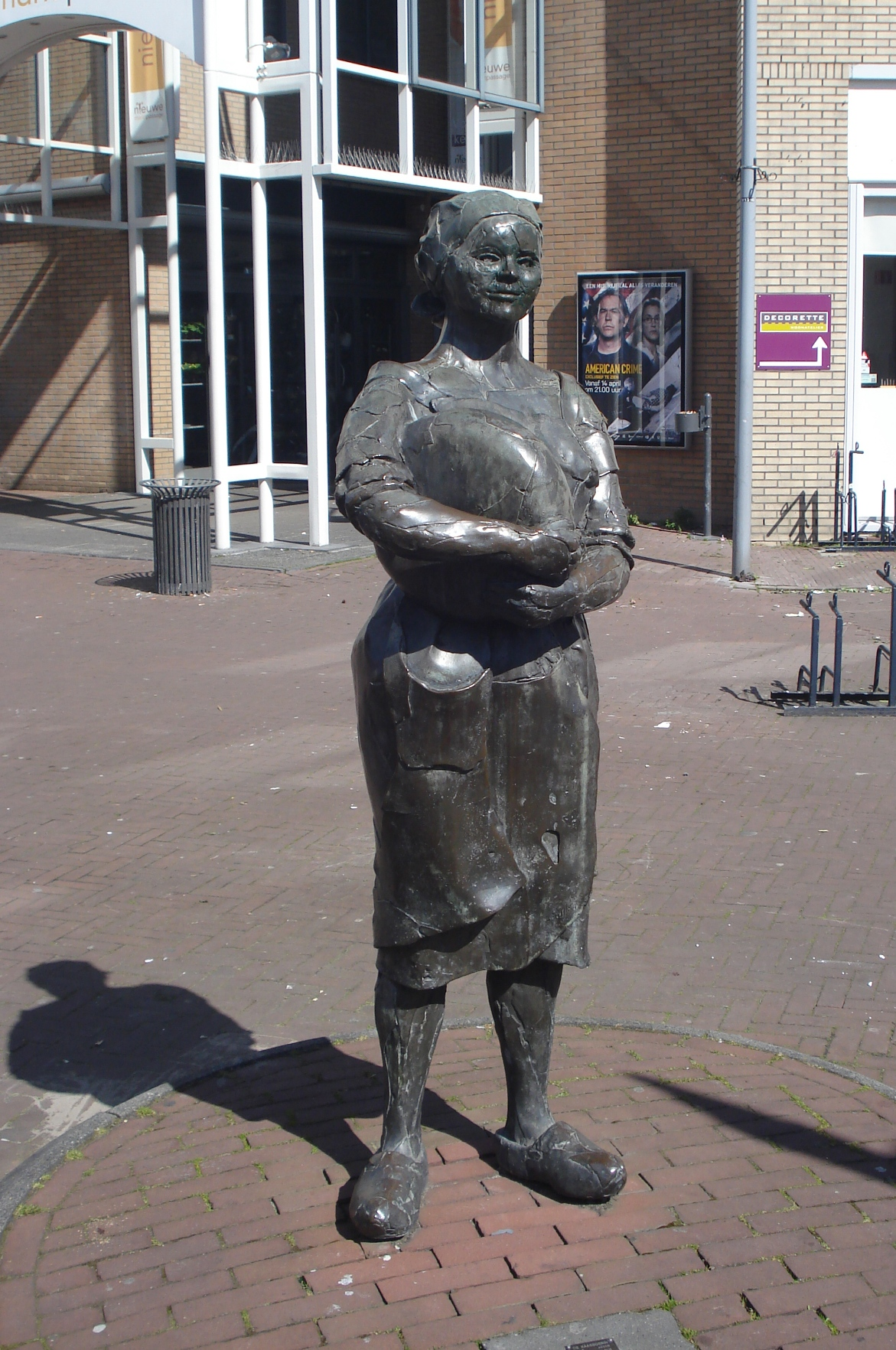
Kaasboerin
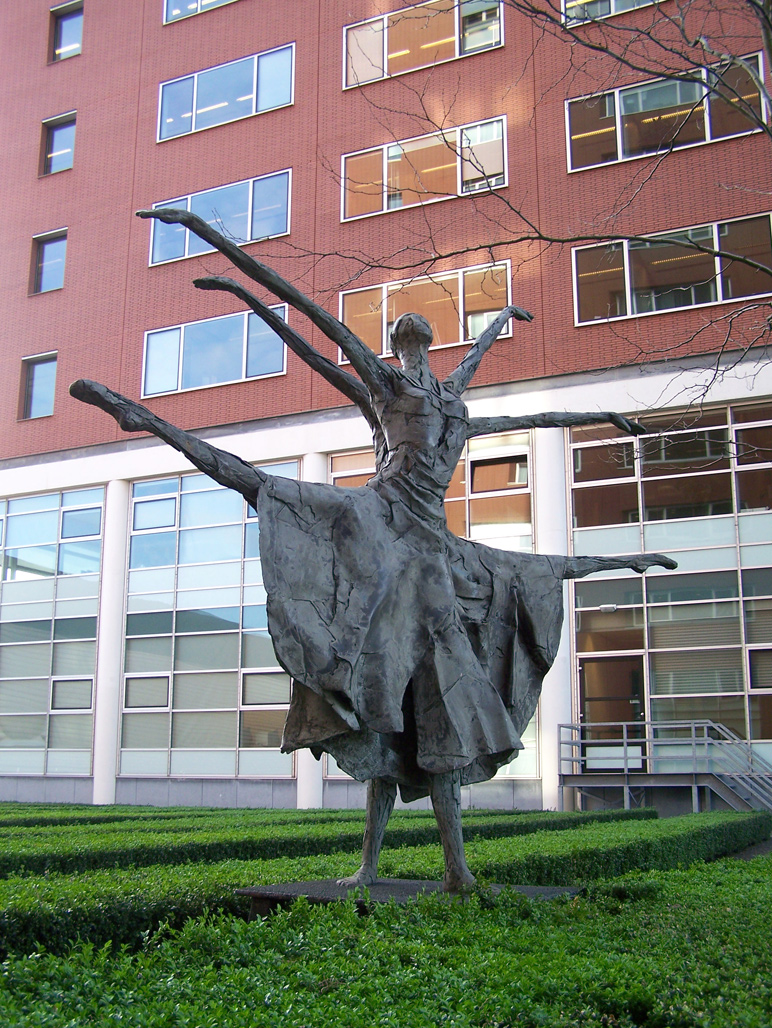
Twee dansende vrouwen
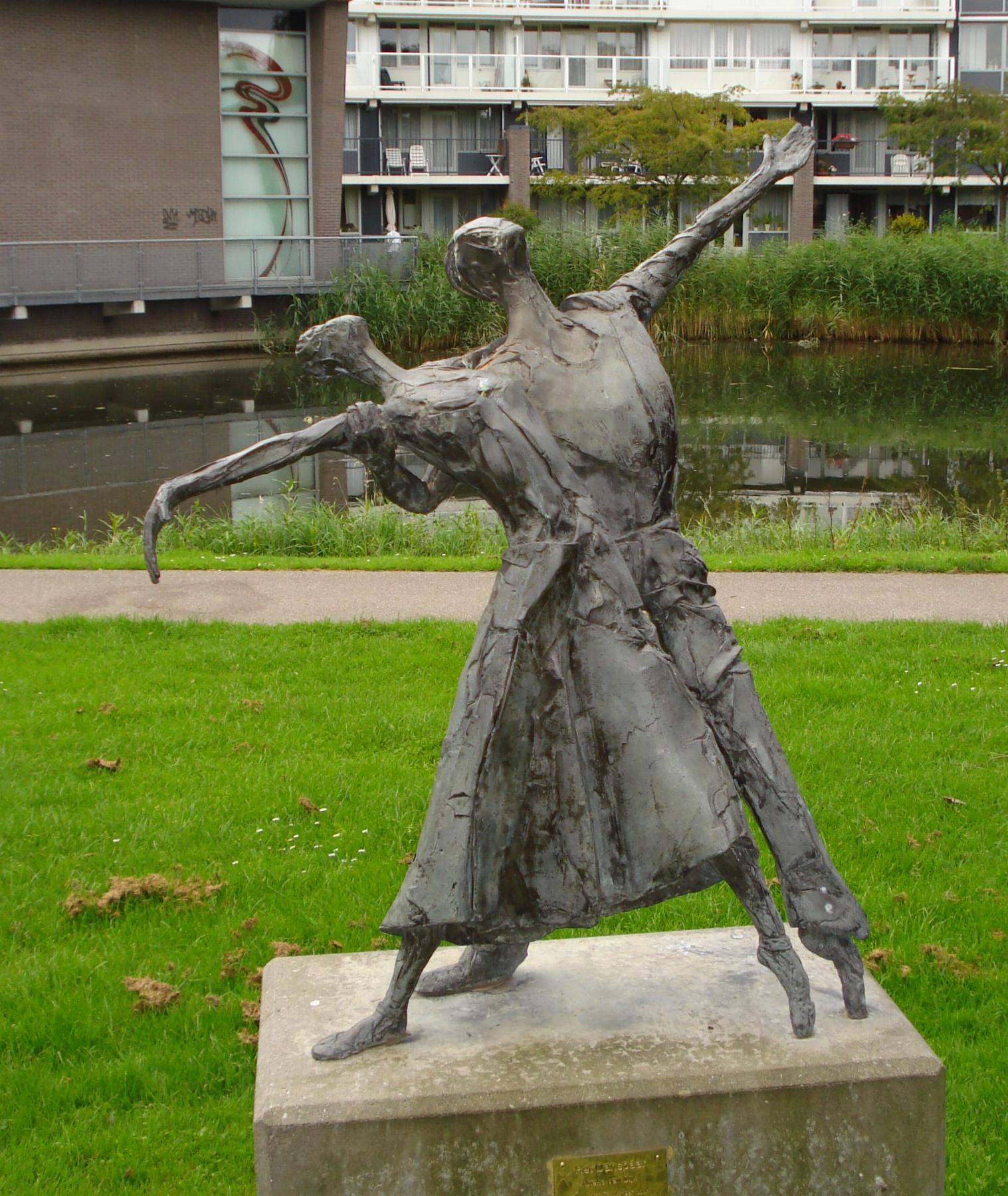
Danspaar
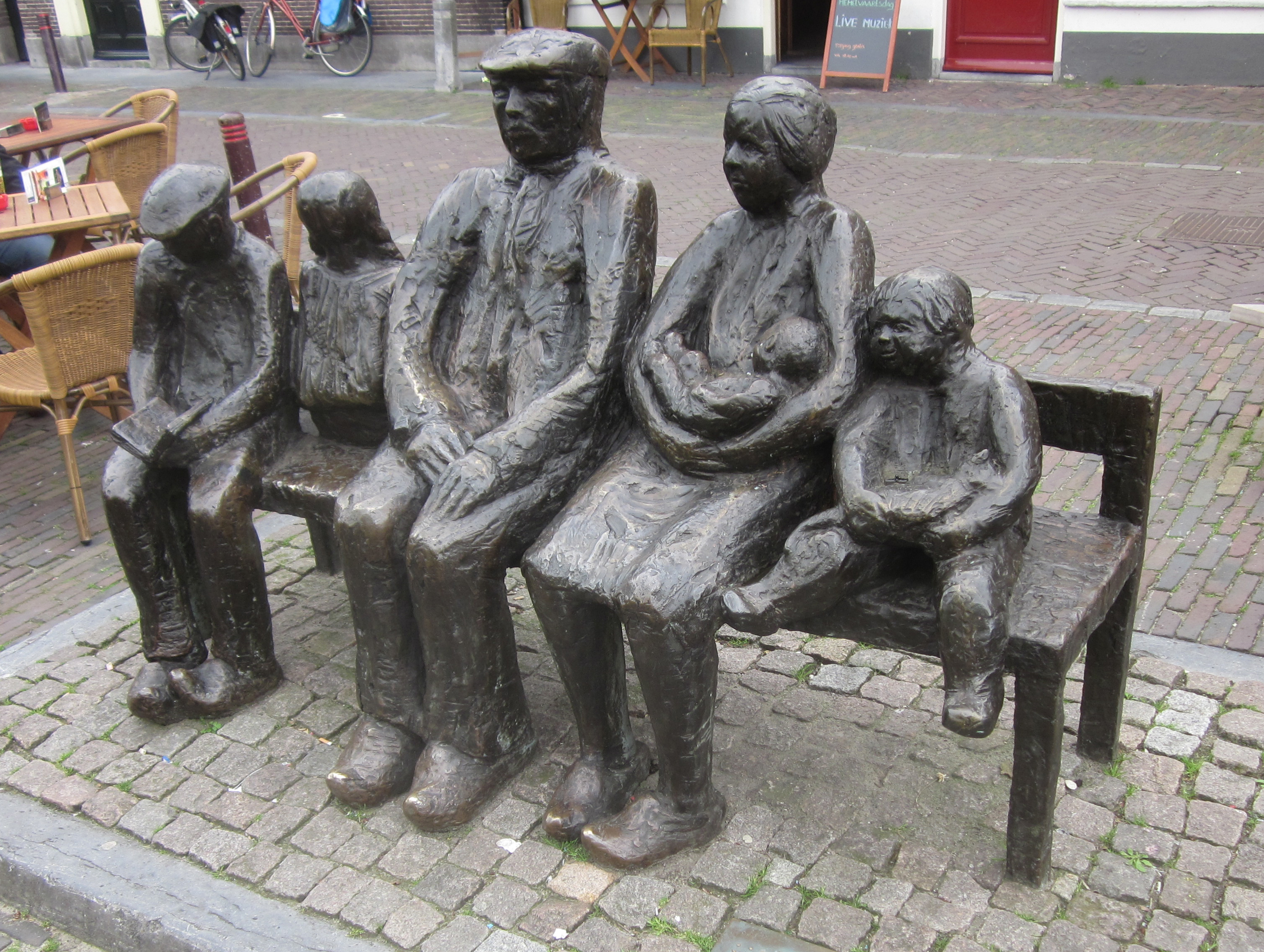
farmersfamily
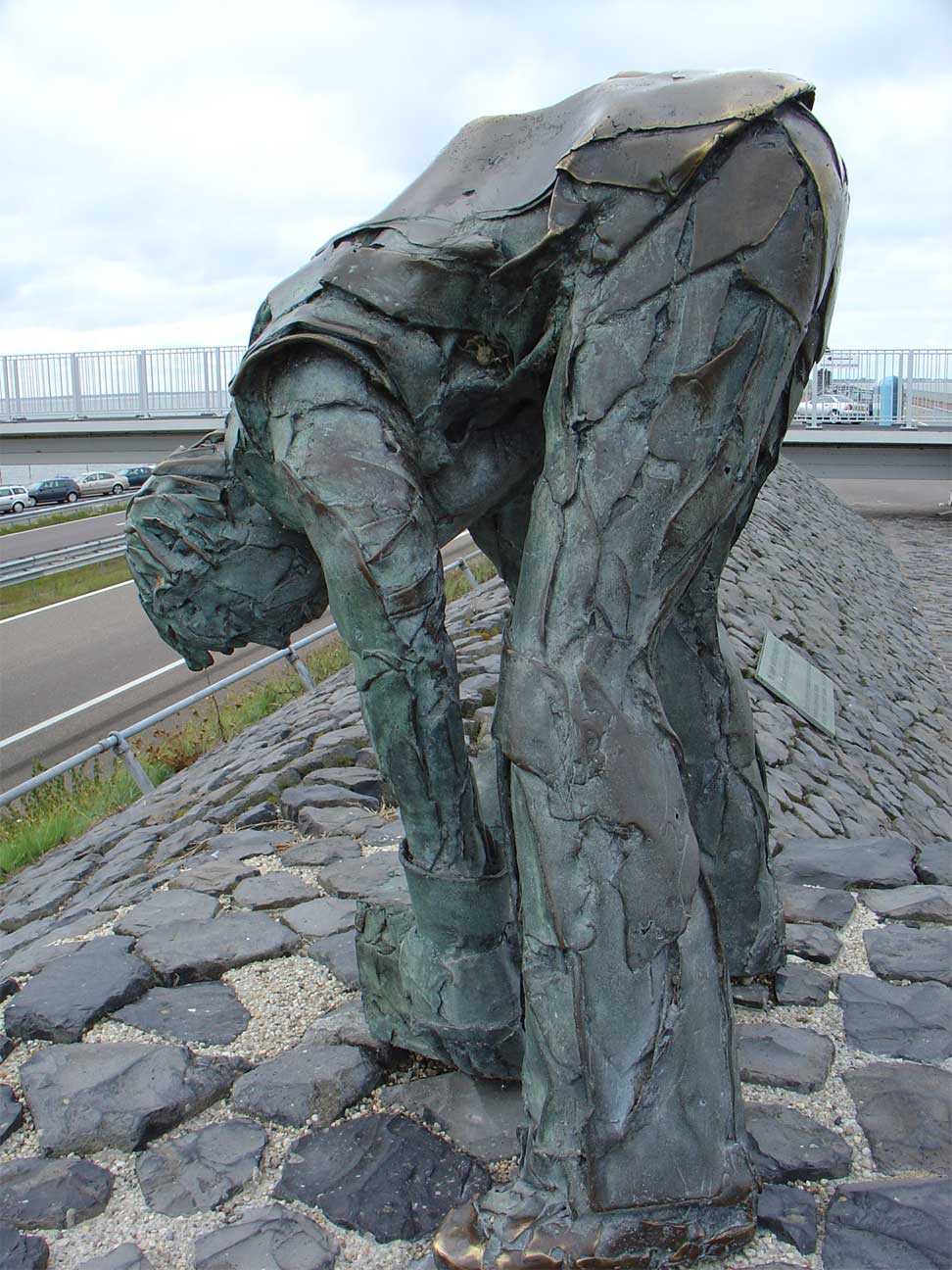
Dijkwerker
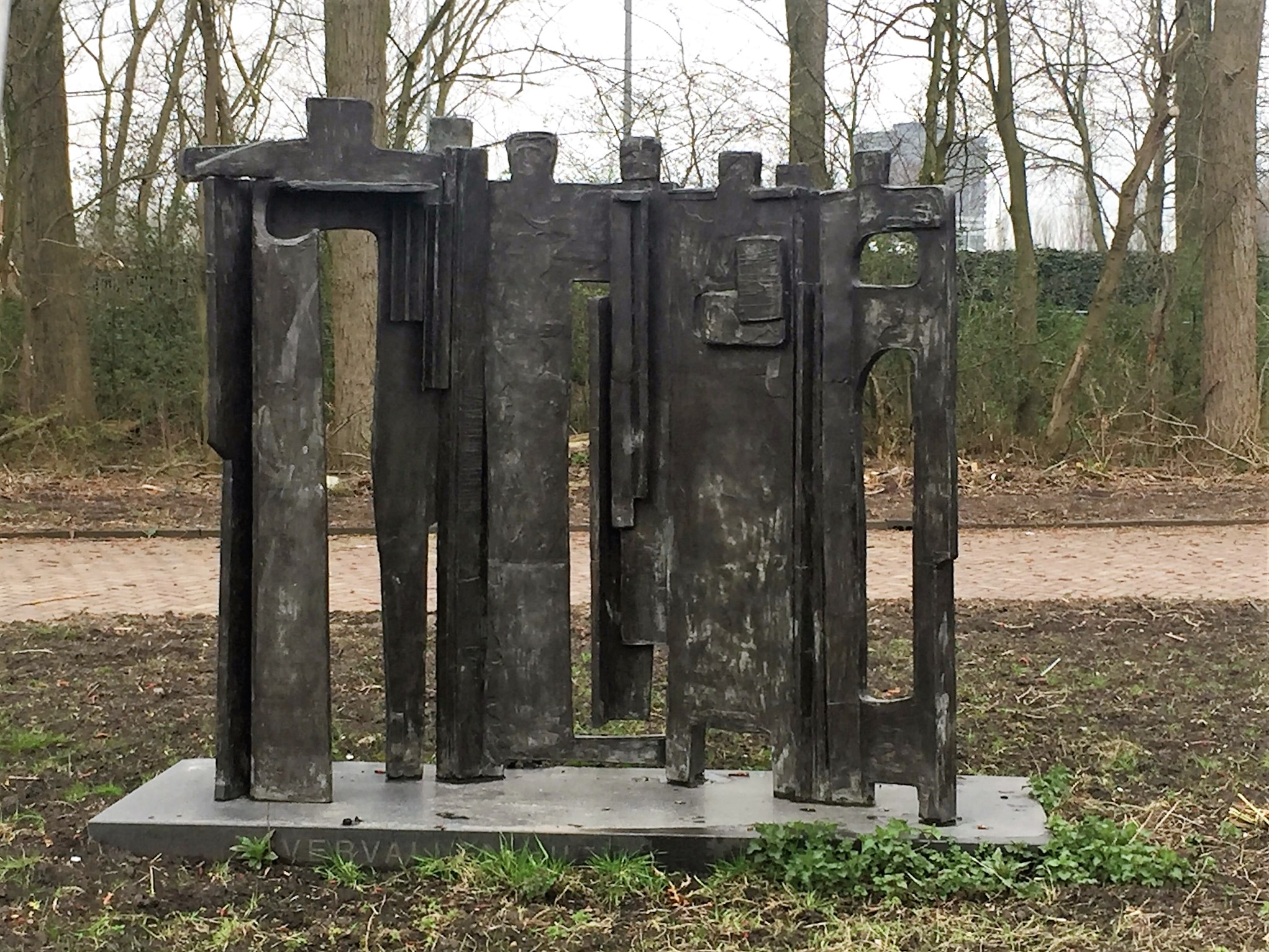
Overvallen, niet verslagen
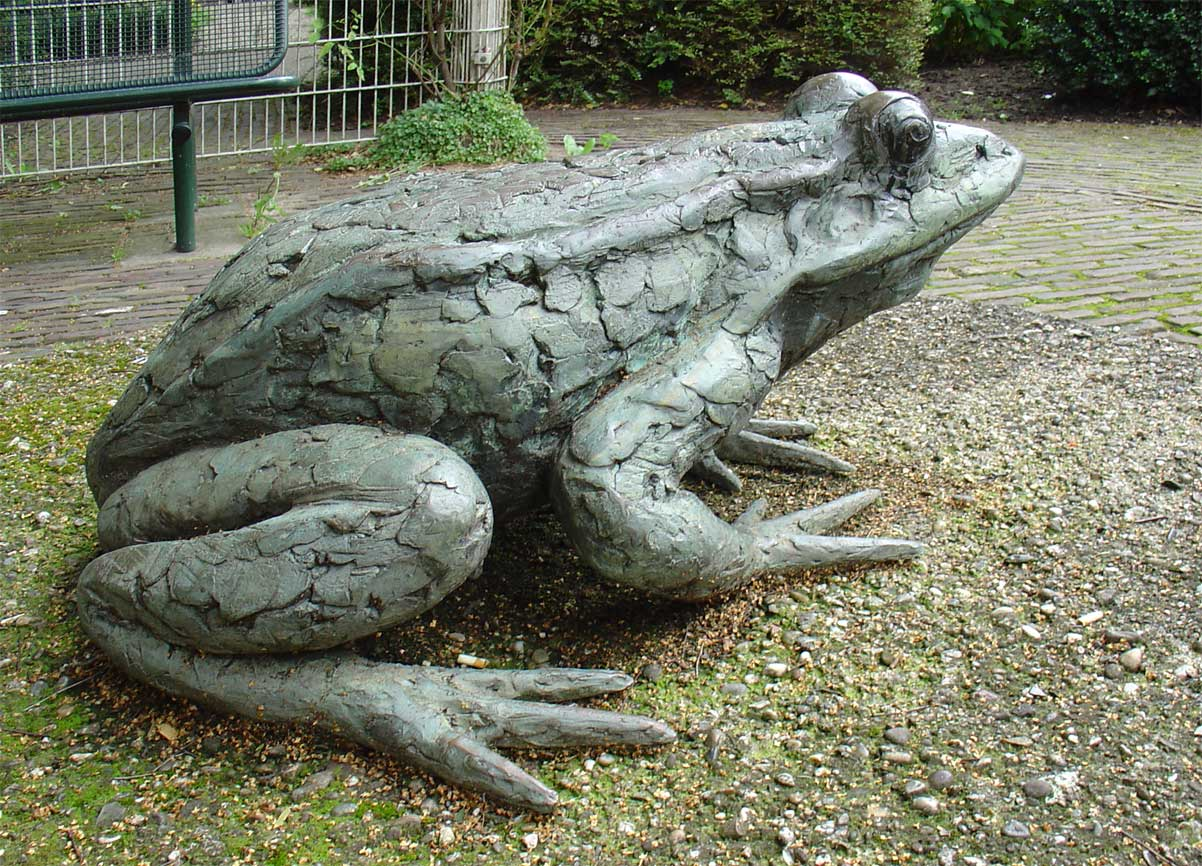
De kikker
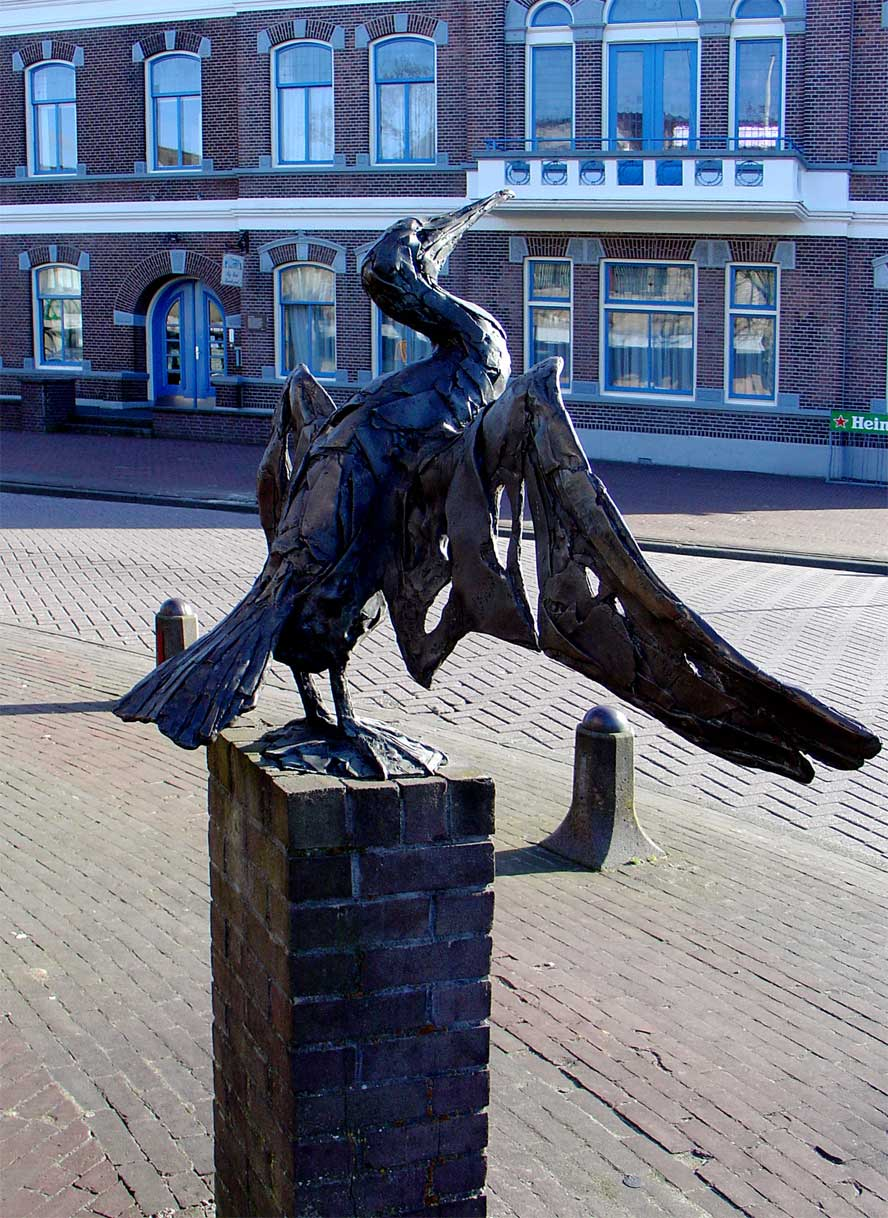
Aalscholver
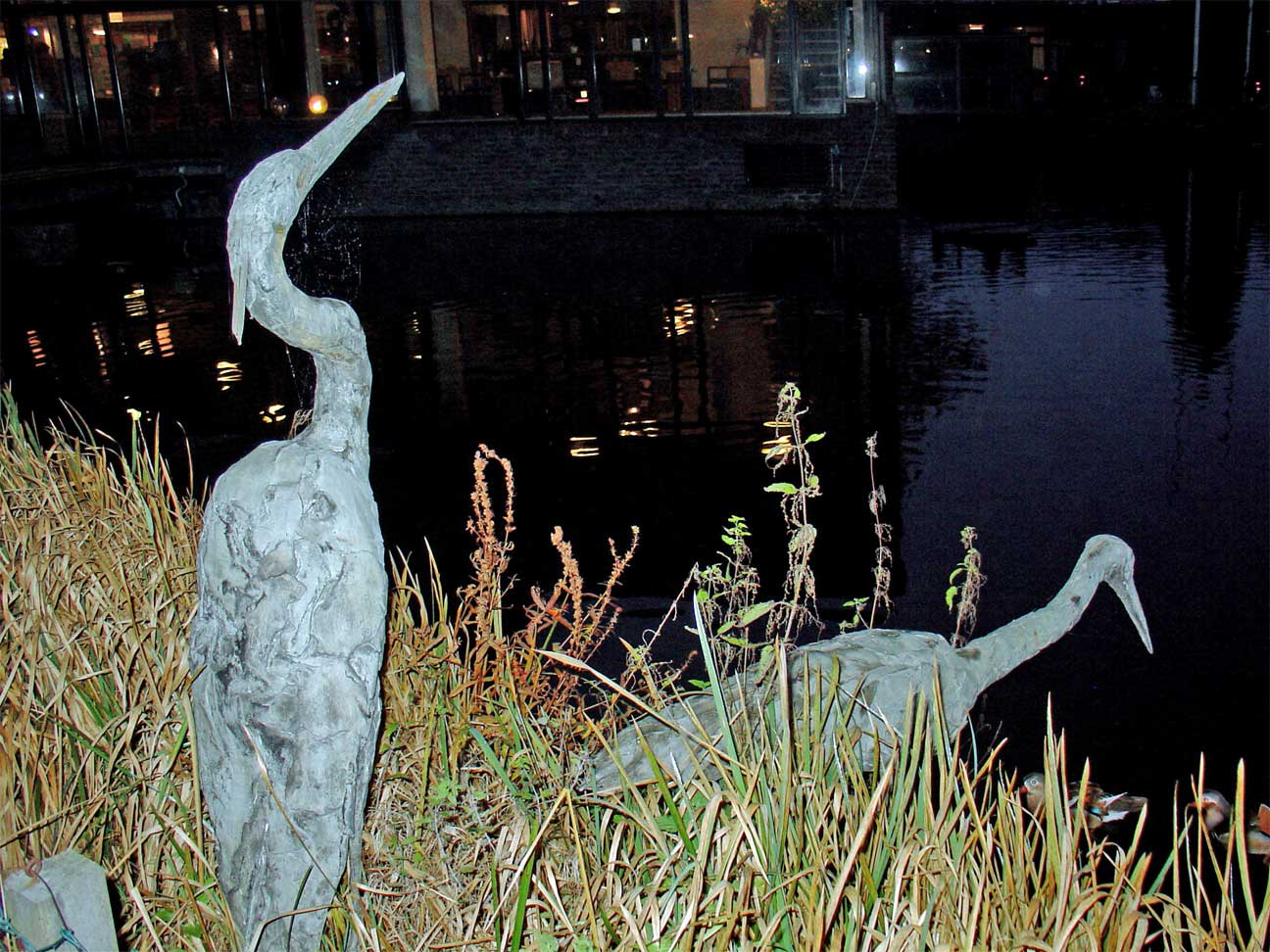
De reigers
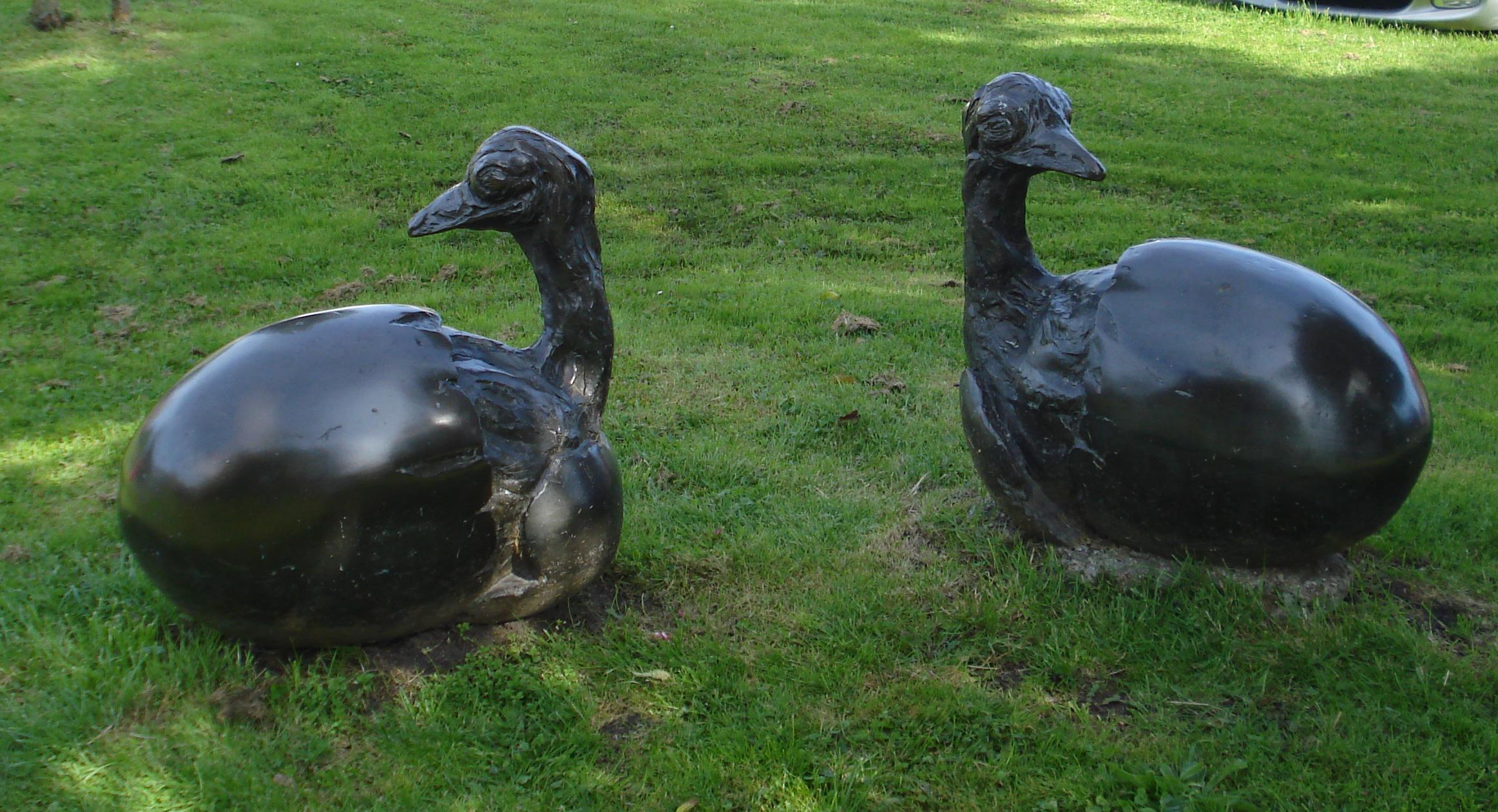
Twee ooievaars in een ei
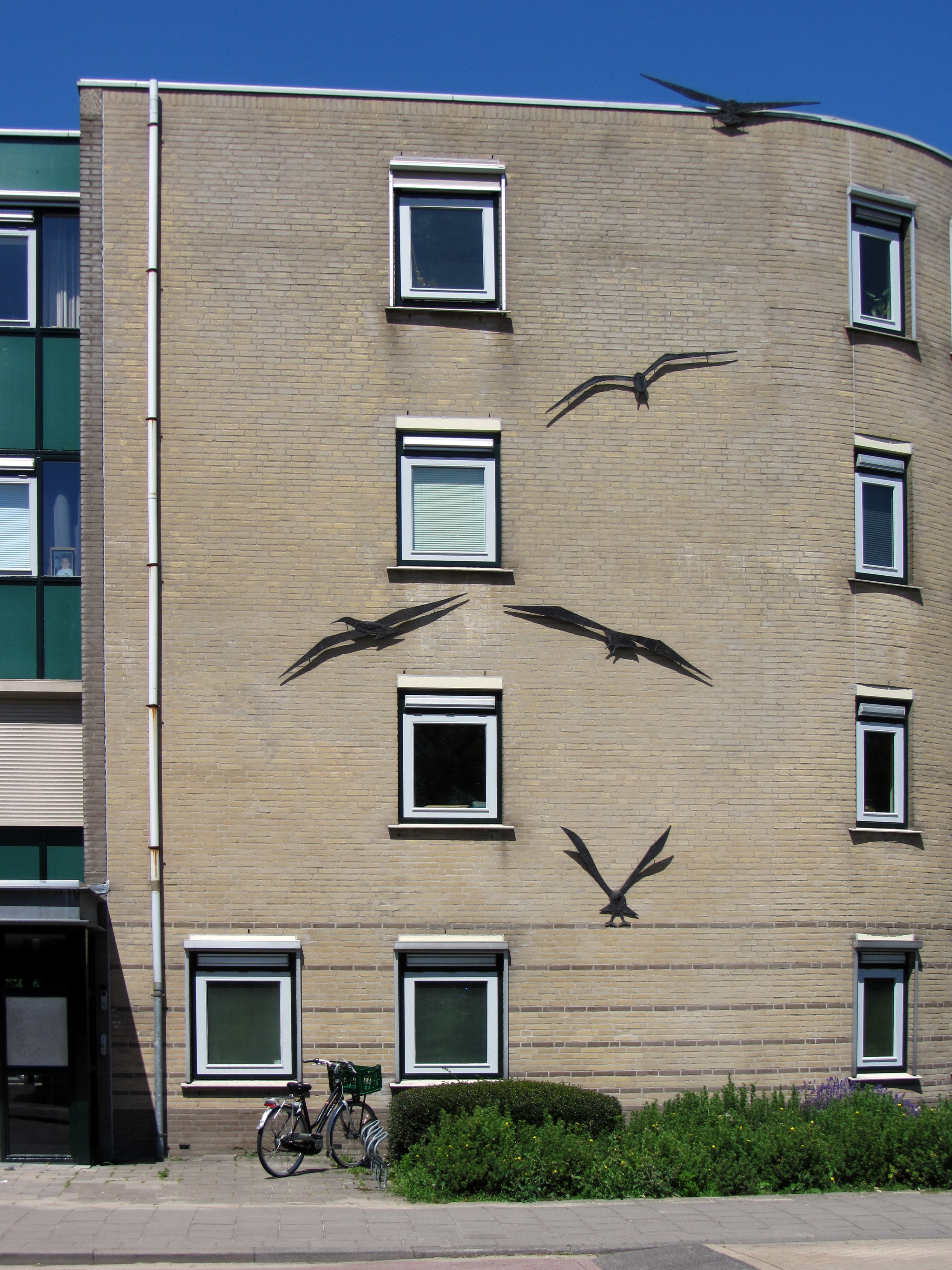
Vliegende Vogels